# Слов'янськ-на-Кубані
Слов'янськ-на-Кубані (колишня станиця Слов'янська) — місто на Кубані, районний центр Слов'янського району Краснодарському краю Росії, що розташоване на гирлі Протока. Населення — 64 878 осіб (2010). Залізнична станція Протока на лінії Тимашевськ — Кримськ. Річкова пристань. Бальнеогрязьовий курорт.

## Історія
XII століття — на території сучасного міста розташовувалась торгова факторія генуезьких купців Ло-Копа (Копарія).
1747 року — будівництво кримської фортеці Єні-Копил (Новий Копил), пізніше місто Копил.
1806 року — перша згадка про поселення чорноморських козаків біля Копильскої поромної переправи (містечко Копил, Копильська переправа, станиця Копильська (Копанська)
1865 року — козацькому поселенню офіційно присвоєно статус станиці на ім'я Слов'янська (на честь Слов'янського гусарського полку, відбувавшого тут прикордонну службу в 1774—1778 рр.)
1913 року — будівництво залізниці.
У 1926 році, згідно з переписом українці у Слов'янському районі становили 69,1 % всього населення.
1958 р. станиця здобула статус невеликого містечка  —  Слов'янськ-на-Кубані (вказівку на місце розташування додано для відмінності від Слов'янська в Україні).

## Населення
За переписом 1897 року на станиці проживало 15 167 осіб (7 715 чоловіків та 7 452 жінки). Розподіл населення за мовою згідно з переписом 1897 року:
| Мова       | Осіб   | Відсоток |
| ---------- | ------ | -------- |
| російська  | 7 652  | 50,45 %  |
| українська | 7 345  | 48,43 %  |
| вірменська | 55     | 0,36 %   |
| циганська  | 21     | 0,14 %   |
| інші       | 94     | 0,62 %   |
| Разом      | 15 167 | 100 %    |

## Економіка
- Харчова промисловість: винарня, маслосиробний, рисокруп'яний заводи, птахокомбінат.
- Легка промисловість: швейна фабрика
- Виробництво будматеріалів

У районі вирощують зернові (переважно рис), овочі. Плодівництво, квітникарство. Молочно-м'ясне скотарство, свинарство.

## Курорт
Бальнеолікарня «Приазов'я», спеціалізується на лікуванні та профілактиці захворювань шлунково-кишкового тракту, опорно-рухового апарату, гінекологічних, шкірних, серцево-судинних захворювань, захворювань центральної і периферичної нервової систем.

## Культура, пам'ятки
- Краєзнавчий музей
- Музей екології Східного Приазов'я
- Свято-Успенський собор (1907) за проектом відомого кубанського архітектора А. П. Косякина

У районі — численні кургани.

## Релігія

### Православ'я
- Свято-Успенський собор (Російська православна церква)
- Свято-Пантелеймонівський храм (Російська православна церква)
- Церква Святого Саркиса (Вірменська апостольська церква)

### Протестантизм
- Євангельські християни баптисти (РСЄХБ)
- Церква «Джерело» (Євангельський християнський місіонерський союз)
- Церква «Віфанія» (Російська церква християн віри євангельської)
- Церква «Християн адвентистів сьомого дня» (АСД)

## Освіта
- Слов'янськ-на-Кубані державний педагогічний інститут
- Слов'янський сільськогосподарський технікум.

## Особистості
В місті народилися:
- Іванов Микола Семенович — Герой Радянського Союзу.
- Вітішко Євген Геннадійович (1973)  — російський громадський та політичний діяч, член Ради екологічної вахти по Північному Кавказу, політичний в'язень.
- Литвин Андрій Сергійович (1956)  — географ, викладач, громадський діяч, науковець, публіцист.